# Consejo de Países Productores de Aceite de Palma
El Consejo de Países Productores de Aceite de Palma (en inglés Council of Palm Oil Producing Countries, CPOPC) es una organización intergubernamental fundada por Indonesia y Malasia para promover colectivamente el uso global del aceite de palma. Juntos, los dos países producen la mayor parte del aceite de palma del mundo, un producto que ha estado bajo presión debido a preocupaciones ambientales. El CPOPC se fundó en 2015 tras el establecimiento de estándares independientes de sostenibilidad del aceite de palma en ambos países, y parte de su propósito es armonizar los estándares de sostenibilidad entre los dos.

## Historia

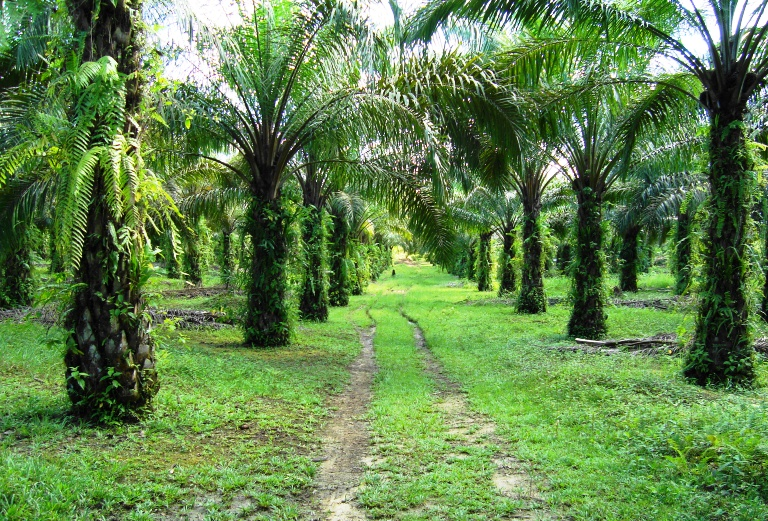
Una plantación de palma aceitera en Riau, Indonesia.

Indonesia y Malasia son importantes productores de aceite de palma a nivel mundial y juntos producen el 90 % del suministro total. Con el aceite de palma convirtiéndose en un tema ambiental polémico, ambos países establecieron de forma independiente certificaciones de sostenibilidad del aceite de palma. El ISPO (Indonesian Sustainable Palm Oil, «Aceite de Palma Sostenible de Indonesia») se lanzó en marzo de 2011, con auditorías que comenzaron en mayo de 2012 y se espera que todos los productores de aceite de palma estén en cumplimiento para fines de 2014. El MSPO (Malaysian Sustainable Palm Oil, «Aceite de Palma Sostenible de Malasia») se lanzó en noviembre de 2013 y entró en pleno vigor el 1 de enero de 2015, aunque no era obligatorio para todos los productores de aceite. (El MSPO se hizo obligatorio en 2017, y el cumplimiento necesario para 2019).
La formación del CPOPC fue anunciado en 2015 por Indonesia y Malasia. Se fundó formalmente el 21 de noviembre de 2015 y alcanzó su pleno funcionamiento en 2017.

## Objetivos
El objetivo declarado de la organización es «Promover, desarrollar y fortalecer la cooperación en el cultivo y la industria de la palma aceitera entre los Países Miembros, y asegurar los beneficios a largo plazo de tales esfuerzos de aceite de palma para el desarrollo económico y el bienestar de la gente de la Países miembros».
El CPOPC fue creado con el objetivo de armonizar los estándares de sostenibilidad, coordinar la producción y desarrollar la industria del aceite de palma. El CPOPC también fortaleció el control del gobierno sobre la industria del aceite de palma, y las autoridades indonesias forzaron la disolución del «Compromiso de aceite de palma de Indonesia» existente de creación privada, al que acusaron de haber sido creado por un sistema similar a un cartel.
La organización desempeña un papel en la promoción del aceite de palma en el extranjero. Busca combatir desafíos como el Reglamento de Deforestación de la Unión Europea, que el vice primer ministro de Malasia, Fadillah Yusof, sugiere que puede ser proteccionista en lugar de una preocupación puramente ambiental. También se considera que Estados Unidos podría restringir las ventas de aceite de palma.
El CPOPC afirmó en 2022 que el aceite de palma en ambos países respaldó el 3,6% del PIB y el empleo de 19 millones de personas, incluidos 3,35 millones de pequeños agricultores.

## Afiliación
Colombia, Ghana, Honduras y Papúa Nueva Guinea han asistido a las reuniones como observadores y se espera que se conviertan en miembros de pleno derecho. En febrero de 2023, Malasia, como presidente, invitó a Tailandia a unirse a la organización.
La secretaría está ubicada en Yakarta, la capital de Indonesia.